# Katastrofa budowlana na Śląsku (2006)
Katastrofa budowlana na terenie Międzynarodowych Targów Katowickich – zawalenie się dachu hali Międzynarodowych Targów Katowickich (MTK) położonej w Chorzowie, przy granicy z Katowicami (województwo śląskie), które miało miejsce 28 stycznia 2006 roku podczas ogólnopolskiej wystawy gołębi pocztowych.
W czasie katastrofy w hali znajdowało się około 700 osób, zwiedzających i wystawców. W jej wyniku zginęło 65 osób, a ponad 170 zostało rannych. Wśród ofiar śmiertelnych znalazło się 10 cudzoziemców – Czesi, Słowacy, Niemcy, Belg, Węgier oraz Holender. Była to największa tego typu katastrofa budowlana we współczesnych dziejach Polski.

## Przyczyny katastrofy
Przy wyjaśnianiu przyczyn katastrofy rozpatrywane było równolegle kilka wątków.

### Nadmiar śniegu na dachu
Istniała hipoteza, że powodem zawalenia się dachu mogła być gruba, nieusuwana regularnie warstwa śniegu przekształcającego się od spodu w warstwę lodu. Pracownicy hali donoszą, że było go aż 1,5 metra. Inni świadkowie twierdzili, że śniegu nie było. Według strażaków i osób biorących udział w akcji, pokrywa śniegu i lodu zalegająca na pozostałościach dachu miała ok. 0,5 metra.
Sam zarządca obiektu przyznał, że śnieg był usuwany pod nadzorem osoby – w ocenie zarządu – przygotowanej do oceny prawidłowości wykonania operacji, ale jednocześnie przyznawał, że pewna jego warstwa pozostała, gdyż niemożliwe byłoby jej usunięcie bez uszkodzenia warstwy izolacyjnej dachu. Do usunięcia śniegu została wynajęta firma zewnętrzna.
Ilość i szacunkową wagę śniegu i lodu, a także jak długo śnieg zalegał na dachu, a co za tym idzie, czy dach faktycznie był odśnieżany, jak utrzymuje zarząd obiektu, badali biegli glacjolodzy.
Ilość śniegu na dachu była winą obopólną zarówno architekta, który zaprojektował wiele małych klimatyzatorów, lecz także konstruktora, który nie wziął pod uwagę możliwości wytworzenia się worków śnieżnych. Bardzo prawdopodobne było także to, że dach był nieprawidłowo odśnieżany (śnieg zamiast zrzucany w dół był przenoszony z miejsca na miejsce, by później jedną wielką górkę zrzucić na dół), co mogło spowodować lokalnie zwiększone obciążenia na dach.
Zaniepokojenie w związku ze spekulacjami na temat przeciążenia śniegiem spowodowało, że zimą 2006 roku masowo odśnieżano płaskie dachy wielu budynków, niezależnie od ich konstrukcji (również wykonane z masywnych płyt żelbetowych, zasadniczo niewrażliwych na takie obciążenia).

### Błędy konstrukcyjne i wykonawcze
Nie wykluczano, że powodem zawalenia się dachu mogły być błędy konstrukcyjne i wykonawcze, co sugerowały osoby biorące udział w przygotowaniu stoisk wystawowych w czasie innych, wcześniejszych targów. Sprawę badała też prokuratura, która miała sygnały, że w momencie katastrofy nie były otwarte wszystkie drzwi ewakuacyjne.
Większa część elementów nośnych została źle zaprojektowana, co przy dodatkowym obciążeniu śniegiem i wiatrem spowodowało przekroczenie nośności. Część połączeń została wykonana nieprawidłowo (np. połączenia na jedną śrubę nie do końca dokręconą), co w efekcie spowodowało zniszczenie połączenia i runięcie dachu. Konstruktor źle przyjął schematy statyczne do obliczeń (nie uwzględnił tzw. worków śnieżnych), na skutek czego cały szkielet od początku był skazany na zniszczenie. Biegli ustalili także, że wykonanie niektórych elementów pozostawiało wiele do życzenia (np. blachy łączące czterogałęziowy słup nie zostały przyspawane na pełny przetop), co w połączeniu ze wszystkimi błędami popełnionymi przez konstruktora musiało zakończyć się katastrofą.
Innym błędem było wadliwe zaprojektowanie wielogałęziowych słupów, w których nie przewidziano głowicy, lecz montowano poszczególne dźwigary do pojedynczych gałęzi słupów. Nie zastosowano też stężeń połaciowych i pionowych, przez co nie zapewniono połaciom dachowym odpowiedniej sztywności, a elementom ściskanym stateczności.
Szef projektującej halę MTK firmy Eko-Tech II, Jacek Jasiński, 30 stycznia 2006 roku usiłował popełnić samobójstwo w opolskim hotelu Mercure podcinając sobie żyły. Został jednak uratowany, a następnie przesłuchany. Faktyczny projektant hali nie posiadał stosownych uprawnień, dlatego projekt został podpisany przez innego konstruktora. Według Grzegorza Buczka ze Stowarzyszenia Architektów Polskich takie nielegalne praktyki budowlane są w Polsce powszechne.

### Wcześniejsze uszkodzenia
Policja i prokuratorzy badali też doniesienia o tym, że dach hali mógł być już miejscami uszkodzony, co miało nastąpić kilka lat wcześniej. Za taką ewentualnością przemawiał ujawniony amatorski materiał wideo z akcji odśnieżania w 2002 roku, z którego wynikało, że usunięcie śniegu rozpoczęto, gdy jego warstwa wynosiła ok. 1,5 do 3 metrów. Zdaniem ekspertów już wtedy mogło dojść do przeciążenia i uszkodzenia konstrukcji dachu. Tezę tę potwierdzały zeznania wielu świadków – pracowników i wystawców korzystających z hali w czasie poprzednich imprez. Zeznali oni, że dach poważnie przeciekał, wręcz „lał”, a powierzchnia wystawiennicza w tych miejscach była wynajmowana taniej.
Kolejnym argumentem przemawiającym za taką ewentualnością był proces sądowy przed Sądem Okręgowym w Gliwicach o odszkodowanie od ubezpieczyciela, firmy Hestia za straty finansowe spowodowane uszkodzeniem dachu. Uginający się od śniegu dach podparto wspornikami i przyspawano łączące je elementy. Od firmy ubezpieczającej zarząd MTK zażądał 339 tysięcy złotych, natomiast Hestia wyceniła szkody i koszty operacji na nieco ponad 15 tysięcy złotych. W procesie o wysokość odszkodowania Sąd Okręgowy w Gliwicach na podstawie orzeczenia biegłego Kazimierza Lachora, orzekł na niekorzyść ubezpieczyciela i zwolnił zarząd MTK z odpowiedzialności za uszkodzenie konstrukcji oraz zasądził odszkodowanie w kwocie 257 992,67 zł. Według biegłego i sądu nie ma przepisu mówiącego o obowiązku odśnieżania dachów.
Ponowne ugięcie się dachu miało miejsce około 1,5 miesiąca przed katastrofą. Usunięcie części śniegu nie spowodowało wyprostowania się dachu.

### Ustalenia biegłych
W raporcie przekazanym prokuraturze na początku maja 2006 roku powołani przez nią biegli podali jako powód katastrofy zmiany dokonane w projekcie wykonawczym w porównaniu do projektu budowlanego. Zmiany te polegały na zmniejszeniu liczby wsporników oraz innych elementów wzmacniających. Biegli mieli także sporo problemów z ustaleniem, kiedy projekt oficjalnie został przekazany władzom. Z udostępnionych informacji wynika, że budowa ruszyła zanim projekt trafił do urzędu. Z nieoficjalnych źródeł można się było także dowiedzieć, że konstruktor ograniczył swoją wiedzę do ślepego zatwierdzania kolejnych obliczeń, o czym może świadczyć na przykład różnica w klasie stali projektu wykonawczego i tego, z którym zapoznali się biegli.
Zdaniem biegłych katastrofa mogła nastąpić w każdej chwili, natomiast obciążenie dachu śniegiem było bezpośrednią przyczyną zawalenia się osłabionej przez projektanta konstrukcji dachu.
Wyniki tej ekspertyzy zostały potwierdzone przez prof. inż. Antoniego Biegusa z Politechniki Wrocławskiej w listopadzie 2006 roku.

## Akcja ratownicza
Ranni trafili do szpitali w Katowicach, Chorzowie, Siemianowicach Śląskich, Bytomiu, Sosnowcu, Rudzie Śląskiej, Dąbrowie Górniczej, Tychach i Piekarach Śląskich. W chwili po zdarzeniu poszkodowanych ratowali ludzie współuczestniczący w wystawie Gołąb 2006, ochroniarze obiektów MTK i mieszkańcy okolicznych budynków mieszkalnych. Po zgłoszeniu zdarzenia rozpoczęto zawodową akcję ratowniczą. W akcji ratowniczej brały udział: blisko 103 zastępy strażaków Państwowej Straży Pożarnej (ponad 1300 osób), ratownicy górniczy z Centralnej Stacji Ratownictwa Górniczego z Bytomia, zespoły ratownictwa medycznego w tym lekarze i ratownicy medyczni z woj. śląskiego, Grupy Poszukiwawczo-Ratownicze z psami ratowniczymi: Małopolska GPR PSP z Nowego Sącza, GPR PSP Łódź oraz GPR OSP Kęty, 230 policjantów z sąsiednich miast, strażnicy miejscy, żołnierze podlegli oddziałom Żandarmerii Wojskowej w Gliwicach i w Krakowie oraz ratownicy górscy GOPR z Grupy Jurajskiej i Grupy Beskidzkiej. W akcji ratowniczej wzięli również udział ratownicy katowickiego oddziału Maltańskiej Służby Medycznej, Grup Ratownictwa Polskiego Czerwonego Krzyża z Wrocławia, Bielska-Białej i Czechowic-Dziedzic oraz Warszawskiej Grupy Wysokościowej s12. Do Polski również przyjechali niemieccy ratownicy, lecz ze względu na brak potwierdzonych kwalifikacji do tego typu działań, a także dostateczną liczbę rodzimych ratowników nie zostali wpuszczeni na miejsce katastrofy. Całą akcją dowodził Komendant Wojewódzki PSP w Katowicach nadbryg. Janusz Skulich. Działania utrudniały m.in. możliwość zawalenia się ocalałej części hali, a także panujący tej nocy kilkunastostopniowy mróz.
Akcja ratownicza prowadzona była przy obecności specjalistów budownictwa, którzy starali się ustalić przyczynę katastrofy budowlanej. Ze względu na niebezpieczeństwo zawalenia się pozostałej części hali prokurator nie mógł od razu przystąpić do zabezpieczania dowodów. Będący na terenie zdarzenia wicepremier, a jednocześnie minister spraw wewnętrznych i administracji Ludwik Dorn, obserwujący i nadzorujący akcję oświadczył, że akcja ratownicza prowadzona była „znakomicie”.
W kolejne dni po zakończeniu akcji ratowniczej ruiny hali były wielokrotnie przeszukiwane przez psy Państwowej Straży Pożarnej i Policji przeszkolone do poszukiwania zwłok. Dodatkowo wykorzystano elektroniczny sprzęt do lokalizacji osób zasypanych używany w działaniach poszukiwawczo-ratowniczych. Pozwoliło to na zlokalizowanie ciał trzech kolejnych ofiar (w tym jednego cudzoziemca).

## Prace rozbiórkowe
3 lutego w miejscu katastrofy rozpoczęły się prace rozbiórkowe. Zdecydowano, że zawalona stalowa konstrukcja dachu ważąca kilkaset ton musi zostać rozebrana przy użyciu ciężkiego specjalistycznego sprzętu, choć początkowo nie zostanie on użyty, ponieważ w gruzowisku mogą się jeszcze znajdować ludzkie zwłoki. Dlatego postanowiono, że robotnikom będą asystować ratownicy.
Według straży pożarnej rozebranie całej zawalonej konstrukcji i dokładne sprawdzenie miejsca katastrofy mogłoby zająć nawet miesiąc.
Ostatecznie po rozpoczęciu w trakcie prac rozbiórkowych odnaleziono zwłoki jeszcze 2 osób (poprzedni bilans zawalenia dachu wynosił 63 ofiary śmiertelne). Ostatnie zwłoki znaleźli ratownicy Małopolskiej Grupy Poszukiwawczo Ratowniczej PSP z psem „Bona” w dniu 14 lutego.
Rano 19 lutego odsłonięto spod gruzów i zawalonych konstrukcji ostatnie fragmenty podłogi dawnej hali. Nie znaleziono więcej ciał ofiar. Odnaleziono jeszcze dwa żywe gołębie, które w ruinach przeżyły 22 dni.

## Ustalanie winnych katastrofy
21 lutego 2006 roku o godzinie 6 rano Policja zatrzymała i doprowadziła do Prokuratury Rejonowej w Katowicach dwóch członków zarządu Międzynarodowych Targów Katowickich: Bruce’a Robinsona (prezesa, obywatela Nowej Zelandii) i Ryszarda Z., a także dyrektora technicznego MTK Adama H. Dokonano również przeszukania z udziałem Bruce’a Robinsona. W tym samym dniu jednemu z nich przedstawiono zarzut nieumyślnego spowodowania tej katastrofy oraz umyślnego spowodowania niebezpieczeństwa powstania takiej katastrofy.
23 lutego 2006 roku sąd w Katowicach tymczasowo aresztował na trzy miesiące członka zarządu Ryszarda Z. oraz dyrektora technicznego Adama H. Późnym popołudniem tego samego dnia sąd wydał postanowienie o trzymiesięcznym areszcie w stosunku do drugiego członka zarządu Bruce’a Robinsona.
26 czerwca 2006 roku policja zatrzymała trzech projektantów zawalonej hali Jacka Jasińskiego, Szczepana K. i Andrzeja W. Dwóm pierwszym postawiono zarzut umyślnego doprowadzenia do katastrofy budowlanej. Trzeciemu podejrzanemu postawiono zarzut nieumyślnego doprowadzenia do katastrofy.

## Akt oskarżenia i rozprawy sądowe
Prokurator zakończył śledztwo w końcu czerwca 2008 roku. Zdecydowano się postawić zarzuty 14 osobom: projektanci budynku Jacek Jasiński i Szczepan K. odpowiadali za bezpośrednie narażenie życia ludzkiego, za co grozi kara do 12 lat pozbawienia wolności, a dyrektorzy Bruce Robinson i Ryszard Z. oraz 7 innych osób za zaniedbania, za co grozi kara do 8 lat pozbawienia wolności. Przed sądem stanęła również powiatowa inspektor nadzoru budowlanego w Chorzowie Maria K., której postawione zostały inne zarzuty.
Akt oskarżenia został skierowany do sądu 18 lipca 2008 roku.
Biegli ustalili, że główną przyczyną katastrofy był błędny projekt wykonawczy budynku, znacznie różniący się od (prawidłowego) projektu budowlanego. Celem zmiany było ograniczenie kosztów budowy. Prokurator posiada również dowody (w postaci e-maili, które pisali do siebie) na to, że członkowie zarządu byli świadomi zagrożenia, ale mimo tego nie wydali polecenia usunięcia śniegu zalegającego na dachu, choć rzeczoznawca zalecił podjęcie tych czynności i dodatkowo weryfikację projektu wykonawczego.
Jeden z oskarżonych, koordynator techniczny Piotr I., któremu postawiono zarzut zaniedbania wydania polecenia otwarcia drzwi ewakuacyjnych, przyznał się do winy i wyraził chęć dobrowolnego poddania się karze. Ze śledztwa wynika, że nikt nie zginął z powodu jego zaniedbania.
Z sekcji zwłok wynika, że żadna z ofiar nie zmarła z powodu wyziębienia – wszyscy zginęli na skutek obrażeń odniesionych podczas zawalenia się dachu.
Wyrok w sprawie karnej w Sądzie Okręgowym w Katowicach zapadł dopiero w czerwcu 2016 roku, po niezwykle długim śledztwie i siedmioletnim procesie, w którym przeprowadzono ponad 200 rozpraw.
- Jacek Jasiński, autor projektu wykonawczego (który nie miał ukończonych studiów ani uprawnień projektowych, projekt podpisała opłacona przez niego inna osoba) został skazany na 10 lat pozbawienia wolności za spowodowanie katastrofy – sporządził projekt wykonawczy hali niezgodny z projektem budowlanym i podstawowymi zasadami bezpieczeństwa w budownictwie;
- Grzegorz S., rzeczoznawca budowlany, skazany został na 5 lat pozbawienia wolności – po ugięciu się dachu hali w 2002 roku dopuścił halę do dalszej eksploatacji mimo zagrożenia;
- Ryszard Z. członek Zarządu MTK, skazany został na 4 lata pozbawienia wolności – wiedział o złym stanie technicznym dachu i o konieczności jego odśnieżania, ale nie nakazał podjęcia żadnych działań w tym względzie;
- Maria K., były inspektor nadzoru budowlanego w Chorzowie, skazana została na 4 lata pozbawienia wolności – wiedząc o uszkodzeniu w 2002 roku elementu nośnego hali zaniechała jakiejkolwiek kontroli stanu budynku, nie nakazała naprawy i pozwoliła na dalsze użytkowanie hali;
- Adam H. dyrektor techniczny MTK, skazany został na 3 lata pozbawienia wolności – nie doprowadził do wzmocnienia dachu po pierwszej awarii, nie kontrolował ilości śniegu na dachu i pozwolił na jej dalsze wykorzystywanie w 2006 roku mimo ugięcia się dachu pod ciężarem śniegu;
- Bruce Robinson, prezes Zarządu MTK, skazany został na 3 lata pozbawienia wolności – wiedząc o problemach technicznych z dachem i nagromadzeniu na nim nadmiaru śniegu nie podejmował żadnych działań i zawarł umowę o organizacji wystawy gołębi[5].

Pozostali oskarżeni, dwaj przedstawiciele kierownictwa firmy – wykonawcy hali oraz kierownik budowy zostali uniewinnieni. Sprawę projektanta Szczepana K. wyłączono do odrębnego rozpoznania z powodu choroby oskarżonego.
Po rozpoznaniu apelacji Sąd Apelacyjny w Katowicach 20 września 2017 roku obniżył kary pozbawienia wolności wobec Jacka Jasińskiego do 9 lat, wobec Grzegorza S., Ryszarda Z. i Marii K. do 2 lat, wobec Adama H. do 1 roku i 6 miesięcy, a uniewinnił Bruce'a Robinsona wobec ustalenia, że działał on w usprawiedliwionym błędzie, gdyż nie znał rzeczywistego stanu technicznego hali. Sąd ten wziął pod uwagę znaczną przewlekłość procesu i upływ czasu od katastrofy jako okoliczność łagodzącą.
Wniesione kasacje zostały przez Sąd Najwyższy oddalone w dniu 29 listopada 2018 roku co do wszystkich pięciorga skazanych. Uwzględniona została natomiast kasacja prokuratora co do uniewinnionego Bruce'a Robinsona, którego sprawę przekazano do ponownego rozpoznania w Sądzie Apelacyjnym.
W ponownym procesie Sąd Apelacyjny w Katowicach, rozpoznając po raz drugi apelację obrońcy Bruce'a Robinsona od wyroku z czerwca 2016 roku, 25 listopada 2019 roku zmienił ten wyrok tylko poprzez obniżenie kary do 1 roku i 6 miesięcy pozbawienia wolności.
W styczniu 2019 roku Sąd Apelacyjny w Warszawie oddalił apelację Skarbu Państwa, który nie zgadzał się z wzięciem odpowiedzialności za katastrofę budowlaną w Chorzowie w 2006 roku. Tym samym Sąd uznał, że Skarb Państwa jest odpowiedzialny za katastrofę w MTK.

## Rozbieżności w lokalizacji MTK
Media podawały zamiennie miejsce katastrofy jako Katowice lub Chorzów, co jest wynikiem położenia MTK na granicy dwóch miast. Targi mają katowicki adres – ul. Bytkowska 1b, natomiast obszar, na którym stoją budynki biurowe oraz hale wystawiennicze, znajduje się na terenie Chorzowa, kilkaset metrów od granic Siemianowic Śląskich. Powoduje to, że w doniesieniach medialnych pojawiały się pozorne nieścisłości. Pomiędzy miastami konurbacji górnośląskiej nie ma najczęściej naturalnych granic. Tworzą one jeden obszar miejski, a granice miast mają tylko funkcję administracyjną.

## Reakcje polityków
Na miejsce katastrofy przyjechali prezydent Polski Lech Kaczyński, premier rządu Kazimierz Marcinkiewicz, minister w Kancelarii Prezydenta RP Andrzej Urbański oraz minister zdrowia Zbigniew Religa, którzy zapoznali się z przebiegiem akcji ratowniczej.
Minister transportu i budownictwa Jerzy Polaczek wieczorem poinformował o powołaniu komisji, mającej zająć się zbadaniem przyczyn katastrofy w Katowicach. Najprawdopodobniej był nią śnieg znajdujący się na dachu hali. Komisją kierować będzie Główny Inspektor Nadzoru Budowlanego Marek Naglewski.
Wicepremier Ludwik Dorn podkreślił, że tylko w styczniu 2006 roku dwukrotnie upominał wojewodów, by dokładnie sprawdzać, czy nie ma zagrożenia katastrofami budowlanymi, spowodowanymi śniegiem i mrozem. W całej Polsce przeprowadzono kontrole dużych obiektów. Właściciele budynków, którzy nie dostosują się do nakazu odśnieżenia dachów, byli karani mandatami.
Kazimierz Marcinkiewicz w wywiadzie dla Sygnałów Dnia zwrócił uwagę, że akcja powiodła się dzięki temu, że na Śląsku wprowadzono niedawno nowy system ratownictwa medycznego. Premier zapowiedział, że rząd będzie pracował nad ustawami o ratownictwie medycznym oraz o sytuacjach kryzysowych, a także zmieni prawo budowlane, by w przyszłości uniknąć ryzyka katastrof budowlanych spowodowanych śniegiem. Nowa ustawa zakładać miała zaostrzenie kar za nieodśnieżanie dachów budynków wielkopowierzchniowych oraz ewentualne ich zamykanie, gdyby zbyt duża ilość śniegu stwarzała zagrożenie dla przebywających tam osób.

## Żałoba narodowa i pomoc

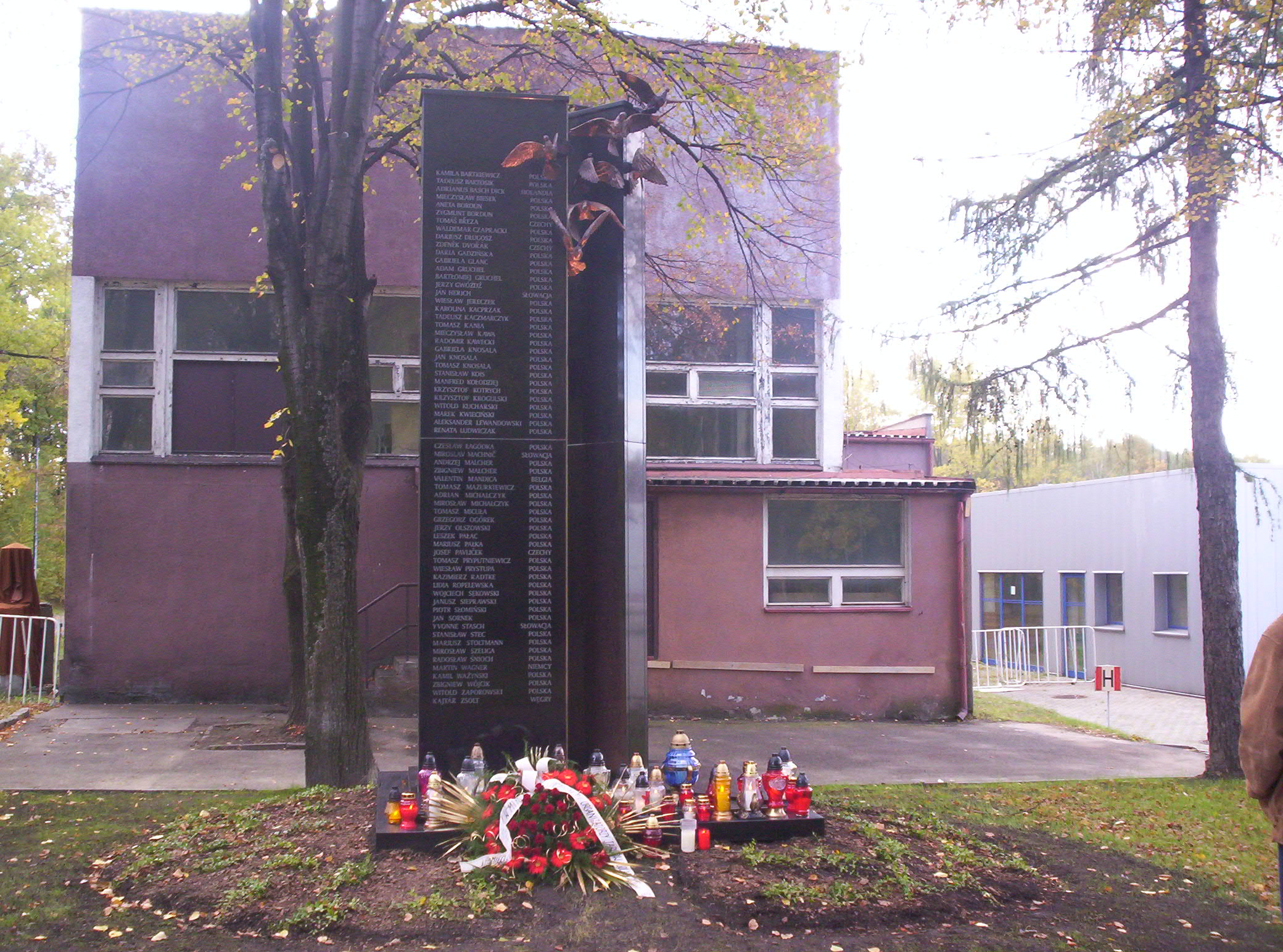
Pomnik upamiętniający zmarłych w katastrofie MTK

Prezydent Lech Kaczyński ogłosił ponad trzydniową żałobę narodową, która trwała na terenie całego kraju do 1 lutego oraz przeznaczył milion złotych z budżetu kancelarii prezydenta na pomoc rodzinom ofiar i ofiarom katastrofy. Nakazał też telewizji publicznej, koncesjonowanym mediom oraz wszystkim czasopismom uczczenie pamięci ofiar. Odwołane zostały imprezy rozrywkowe i kulturalne, a stacje telewizyjne wprowadziły zmiany w programach.
Rozdziałem środków pomocowych miał się zająć wojewoda śląski. Na koncie specjalnym wojewody znalazło się w sumie 3 mln złotych pochodzących z budżetu państwa. Urząd wojewódzki miał zajmować się rozdystrybuowaniem tych środków. W pierwszej kolejności miały być dokonane wypłaty dla członków rodzin ofiar katastrofy, po 1 tys. złotych na osobę – razem ponad 360 tys. złotych. Premier zapowiedział, że w razie potrzeby rząd przeznaczy więcej pieniędzy. 22 lutego 2006 roku Kancelaria Premiera RP poinformowała, że zostały przyznane pierwsze renty specjalne. Podczas dyskusji w Sejmie w dniu 24 maja 2006 roku przedstawiciele rządu poinformowali o przyznaniu 44 rent specjalnych (wynoszą one około 450 zł netto) wypłacanych do 25. roku życia.
Z pomocą pospieszyli też mieszkańcy sąsiednich państw. Niemcy zaoferowali wysłanie specjalnej ekipy do poszukiwania zaginionych pod zwałami gruzu osób, jednak władze polskie uznały, iż taka pomoc nie jest potrzebna, gdyż dysponują wystarczającą liczbą przeszkolonych ratowników i sprzętu. Słuszność stanowiska władz potwierdził późniejszy przebieg akcji ratowniczej. Czesi wysłali do Katowic 700 litrów krwi w ramach pomocy dla osób poszkodowanych.
Po katastrofie zespół Ich Troje nagrał specjalną piosenkę dla uczczenia pamięci ofiar zdarzenia na Śląsku – „Śląsk jest w niebie”.

## Nowelizacja prawa budowlanego
Katastrofa była bezpośrednim powodem nowelizacji prawa budowlanego. Pod koniec marca 2007 roku za przyjęciem nowelizacji ustawy głosowało 402 posłów, przeciw było trzech, a sześciu wstrzymało się od głosu. Celem przewodnim wprowadzenia nowych przepisów było zwiększenie bezpieczeństwa budynków, zwłaszcza wielkopowierzchniowych, szczególnie tam, gdzie organizowane są imprezy masowe.
Nowelizacja przewiduje, że budynki o powierzchni zabudowy przekraczającej 2 tys. m². oraz inne obiekty o powierzchni dachu większej niż 1 tys. m² mają być kontrolowane dwukrotnie w ciągu roku – przed okresem zimowym i po jego zakończeniu. Za niedopełnienie tych obowiązków grozić będzie co najmniej 1000 zł grzywny lub kara pozbawienia wolności.